# Pápadereske
Pápadereske è un comune dell'Ungheria di 265 abitanti (dati 2001). È situato nella contea di Veszprém.